# Notified area
In stedelijke planning in India wordt de term notified area gebruikt voor terrein dat bestemd is voor toekomstige ontwikkeling, waaronder industriële gebieden en nieuwe census towns. De term wordt voornamelijk gebruikt voor nederzettingen in het Hindi Belt-gebied, in het noorden van India. 
Ieder gebied kiest een notified area committee (NAC), dat functioneert als gemeente. 
In sommige Indiase deelstaten wordt de term gebruikt om een dorp of nederzetting met een bevolking tussen de 10.000 en 20.000 inwoners te omschrijven, waar in andere deelstaten hiervoor gebruik wordt gemaakt van de term town panchayat, in navolging op de reeds bestaande term gram panchayat, die gebruikt wordt voor administratieve nederzettingen. 
Een nederzetting van meer dan 20.000 inwoners wordt onder de Indiase wet beschouwd als een stad en heeft recht op een gemeenteraad.